# Daniel Henney
Daniel Phillip Henney (Carson City, Míchigan; 28 de noviembre de 1979) es un actor y modelo estadounidense,es principalmente conocido por sus actuaciones en Seducing Mr. Perfect (2006), My Father (2007), X-Men Origins: Wolverine (2009), Shanghai Calling (2012), The Last Stand (2013), y Big Hero 6 (2014). En televisión es conocido por actuar en los dramas coreanos: El Vals de Primavera y Mi adorable Sam Soon.

## Biografía
Henney nació en Carson City, Míchigan, su madre Christine, es una coreana-estadounidense, nacida en Busan y Philip Henney, su padre, es irlandés-estadounidense.
Durante su época escolar formó parte del equipo de baloncesto del Carson City-Crystal High School y llevó a los Eagles al campeonato de la región central (Michigan High School Athletic Association, MHSAA) en su último año de preparatoria.

## Carrera
Henney comenzó a trabajar en Estados Unidos en 2001 y ha trabajado en Francia, Italia, Hong Kong y Taiwán. Después de su debut en Corea de Sur en un comercial de Amore pacific, cosméticos "Odyssey Sunrise", se convirtió en el portavoz junto a Jeon Ji-hyun para Cámaras Olympus y junto a Kim Tae-hee para Klasse Aires acondicionados.
A pesar de hablar muy poco coreano, Henney se convirtió en un rostro familiar a través del exitoso drama surcoreano, Mi adorable Sam Soon.
En 2009, Daniel interpretó al Agente Zero en la película X-men: los orígenes de Wolverine. En otoño de 2009, actuó como el Dr. David Lee en el drama de la CBS Three Rivers (Tres ríos). Este drama se sitúa en la sala de trasplantes de un hospital ficticio de Pittsburg.
Carteles promocionales mostrando a Henney y sus coprotagonistas Alex O'Loughlin y Justina Machado han sido colocados en carteleras, autobuses y estaciones del metro en las principales ciudades de Estados Unidos.
En 2019, se anunció que Henney formaría parte del cast de la serie que prepara Amazon Prime Video sobre la saga de libros de fantasía La Rueda del Tiempo (The Wheel of Time), escritos por Robert Jordan.

## Filmografía

### Películas
| Año  | Título                                   | Papel                | Notas              |
| ---- | ---------------------------------------- | -------------------- | ------------------ |
| 2006 | Seducing Mr. Perfect                     | Robin Heiden         |                    |
| 2007 | My Father                                | James Parker         |                    |
| 2009 | X-Men Origins: Wolverine                 | Agente Zero          | Debut en Hollywood |
| 2012 | Shanghai Calling                         | Sam Chao             |                    |
| 2012 | Papa                                     | Daniel               | Cameo              |
| 2013 | The Last Stand                           | Agente Phil Hayes    |                    |
| 2013 | One Night Surprise                       | Bill                 |                    |
| 2013 | The Spy: Undercover Operation            | Ryan                 |                    |
| 2014 | Big Hero 6                               | Tadashi Hamada (Voz) | Película animada   |
| 2022 | Confidential Assignment 2: International | Jack                 |                    |
| 2024 | Dog Days                                 | Daniel               | [ 10 ]             |

### Series de televisión
| Año         | Título                           | Papel                  | Canal              | Notas                             |
| ----------- | -------------------------------- | ---------------------- | ------------------ | --------------------------------- |
| 2005        | Hello, Franceska                 |                        | MBC                | cameo                             |
| 2005        | Mi adorable Sam Soon             | Dr. Henry Kim          | MBC                |                                   |
| 2006        | El Vals de Primavera             | Philip                 | KBS 2TV            | [ 11 ]                            |
| 2009        | Three Rivers                     | David Lee              | CBS                |                                   |
| 2010        | The Fugitive: Plan B             | Kai                    | KBS 2TV            | [ 12 ]                            |
| 2012        | Hawaii Five-0                    | Michael Noshimuri      | CBS                | [ 13 ]                            |
| 2014        | Revolution                       | Peter Garner           | NBC                | Temp. 2, Ep. 13, 14, 15           |
| 2014        | NCIS: Los Ángeles                | Paul Angelo            | CBS                | Temp. 5, Ep. 21                   |
| 2015 - 2017 | Mentes criminales                | Matthew "Matt" Simmons | CBS                | Temp. 10, Ep. 19 Temp. 12, Ep. 13 |
| 2016        | Mentes criminales: sin fronteras | Matthew "Matt" Simmons | CBS                | Personaje Principal               |
| 2017 - 2020 | Mentes criminales                | Matthew "Matt" Simmons | CBS                | Personaje Principal               |
| 2021- 2025  | La Rueda del Tiempo              | Lan Mandragoran        | Amazon Prime Video | Personaje Principal               |

### Programas de televisión
| Año  | Programa     | Notas    |
| ---- | ------------ | -------- |
| 2018 | I Live Alone | invitado |

## Premios
| Año  | Premios |
| ---- | --- |
| 2012 | - Newport Beach Film Festival: Logro sobresaliente en actuación por Shanghai Calling - Shanghai International Film Festival: Mejor nuevo actor por Shanghai Calling |
| 2010 | - People's Choice Award: Nominado por Equipo Favorito en Pantalla: X-Men Origins: Wolverine |
| 2008 | - 45th Grand Bell Awards: Mejor nuevo actor por My Father - 31st Golden Cinematography Awards: Mejor nuevo actor por My Father - 16th Chunsa Film Art Awards: Mejor nuevo actor por My Father                                                                                  |
| 2007 | - 27th Korean Association of Film Critics Awards: Mejor nuevo actor por My Father - 28th Blue Dragon Film Awards: Mejor nuevo actor por My Father - 6th Korean Film Awards: Mejor nuevo actor por My Father - 3rd Premiere Rising Star Awards: Mejor nuevo actor por My Father |
| 2006 | - Dong Ah TV's Fashion Award: Mejor vestido |
| 2005 | - MBC Entertainment Awards: Mejor vestido - MBC Drama Awards: Mejor nuevo actor por Mi adorable Sam Soon |